# Rockwell B-1 Lancer
Rockwell B-1 Lancer je nadzvučni strateški bombarder s promjenjivom geometrijom krila. Njegov razvojni put započeo je u 1960-ima kao nadzvučni bombarder s dostatnim doletom i korisnom nosivošću koji će zamijeniti B-52 Stratofortress. Proizvodna inačica B-1B u službi je u Američkom ratnom zrakoplovstvu od 1986. godine. Lancer služi kao "nadzvučno-sposobna" komponenta USAF-ovih dalekodoletnih bombarderskih snaga, zajedno s podzvučnim B-52 i B-2 Spirit. B-1 Lancer uobičajno se u USAF-u naziva "Bone" (izvorno "B-One"). Povlačenjem EF-111 Raven 1998. godine i F-14 Tomcat 2006., B-1B je posljednji zrakoplov s promjenjivom geometrijom krila u vojnom inventaru Oružanih snaga SAD-a.

## Razvoj
U kasnim 50-ima USAF je planirao nabaviti velik broj Mach 3 bombardera XB-70 Valkyrie koji bi činili osnovu Američkih nuklearnih bombarderskih snaga, no poboljšanja u Sovjetskoj PZO, te američki razvoj dalekometnih projektila je učinio B-70 projekt brzog velikovisniskog bombardera nepotrebnim. 
Naposljetku su izrađena samo dva zrakoplova koja su korištena za istraživanja. No unatoč odbijanju, USAF je ostao zainteresiran za pilotiranim bombarderom te je razvijeno nekoliko projekata: SLAB 1961. ERSA 1963. te AMSA 1965. (Advanced Manned Strategic Aircraft - napredni pilotirani strateški zrakoplov). AMSA projekt se pokazao kao obećavajući stoga je bio predložen ratnom zrakoplovstvu u studenom 1969. Nakon razmišljanja između prijedloga Boeinga, General Dynamicsa i North American Rockwella, USAF je službeno 5. lipnja 1970. Rockwellu uručio narudžbu za razvoj B-1 bombardera, dok je istovremeno General Electricu dan zadatak da razvije F101 mlazne motore s naknadnim sagorijevanjem koji bi pokretali novi zrakoplov.
USAF je prvotno htio izgraditi dva trupa za testiranje na tlu te pet letnih prototipova, no zahtjevi su srezani 1971. te su izrađena samo tri letna prototipa i jedan trup dok je četvrti prototip naručen 1976. Ratno zrakoplovstvo je prvotno zahtijevalo 240 zrakoplova dostavljenih do 1979. Prvi let prvog B-1 prototipa se odvio 23. prosinca 1974. nakon čega je došao treći prototip 26. ožujka 1976. i četvrti 14. siječnja 1979. Drugi prototip je bio korišten za testiranja na tlu te je poletio 14. lipnja 1976.

### Prekid razvoja
Razdoblje 1970-ih je su obilježili pokušaji smanjenja naoružanja, stoga je proizvodnja B-1 prekinuta po naređenju predsjednika Jimmyja Cartera 30. lipnja 1977. Cijena razvoja i izrade zrakoplova je rasla a Carter je smatrao da je jeftinije razvijati krstareće projektile no četiri B-1 prototipa su ostala na letnim testiranjima za svaki slučaj. Uskoro je Rockwell predložio jeftiniju inačicu koja bi imala fiksna krila te bi mogla biti korištena kao konvencionalni ili nuklearni bombarder. USAF nije prihvatio prijedlog, no bio je zainteresiran za poboljšani B-1 koji je bio poznatiji pod oznakom LRCA (Long Range Combat Aircraft - dalekometni borbeni zrakoplov).
Povećanje tenzija s SSSR-om te izborom Ronalda Reagana za predsjednika koji je zagovarao naoružanje 1980., B-1 LRCA je vraćen u službu pod oznakom B-1B. Od sada je bio korišten kao platforma za izbacivanje slobodnopadajućih nuklearnih bombi te krstarećih projektila. Reagan je odluku o nastavku razvoja B-B donio u ožujku 1981. a formalni ugovor za 100 zrakoplova je sklopljen 20. siječnja 1982. Drugi i četvrti B-1A su korišteni za razvoj B inačice, s tim da je četvrti "A" korišten kao pred-produkcijski prototip. Drugi prototip je izgubljen u nesreći 29. kolovoza 1984. pri čemu je poginuo pilot a ostatak posade je bio teško ozlijeđen. Unatoč nesreći program se nastavio, a prvi let produkcijskog zrakoplova je izveden 18. listopada 1984. s dostavom prvih zrakoplova 29. lipnja 1985. Posljednji zrakoplov je isporučen pri kraju 80-ih.

## Služba
B-1B je na početku svoje službe za sebe vezao brojne kontroverze. Nekoliko zrakoplova je izgubljeno u nesrećama a česta su bila i prizemljenja zbog curenja goriva. I nakon što je većina problema popravaljena, broj B-1B koji su uvijek bili na raspolaganju je bio mali, a letni tehničari su imali problema s održavanjem. Dodatno "poniženje" cijelom programu je bilo i Lancerovo ne sudjelovanje u Zaljevskom ratu 1991. kada je sva teška bombardiranja izvodio B-52. Ispostavilo se, da B-1B nije sudjelovao u Zaljevskom ratu jer ga je USAF "rezervirao" za nuklearne udare. 

## Tehničke karakteristike (B-1B)
Osnovne karakteristike
- dužina: 44,5 m
- raspon krila: 41,8 m raširena, 24,1 uvučena
- površina krila: 181,2 m2
- visina: 10,4 m
- aeroprofil: NA69-190-2

Letne karakteristike
- najveća brzina: 1.330 km/h
- dolet: 11.998 km
  - borbeni dolet: 5.543 km
- najveća visina leta: 18.000 m
- specifično opterećenje krila: 816 kg/m2
- motor: 4× General Electric F101-GE-102 turbofen motora